# Vojnův Městec
Vojnův Městec (in tedesco Münchsberg) è un comune mercato della Repubblica Ceca facente parte del distretto di Žďár nad Sázavou, nella regione di Vysočina.